# سده ۱۳ (پیش از میلاد)
(سده چهاردهم پ.م. - سده سیزدهم پیش از میلاد مسیح - سده دوازدهم پ.م. - سده‌های دیگر)
قرن سیزدهم پیش از میلاد، دوره‌ای از ۱۳۰۰ تا ۱۲۰۱ پیش از میلاد بود.

## رخدادها
- ۱۲۹۵ (پیش از میلاد)؛ در مصر باستان دودمان هیجدهم به پایان رسید و دودمان نوزدهم بر سر کار آمد.
- ۱۲۸۲ (پیش از میلاد)؛ پاندیون دوم پادشاه افسانه‌ای آتن پس از بیست‌وپنج سال پادشاهی درگذشت.
- ۱۲۷۸ (پیش از میلاد)؛ در ۱۵ دسامبر این سال ستی یکم درگذشت.
- ۱۲۷۹ (پیش از میلاد)؛ در ۳۱ مه رامسس دوم فرعون مصر باستان شد.
- دهه ۱۲۹۰ (پیش از میلاد)؛ تروا ویران شد. افسانه جنگ تروا رخدادی تاریخی می‌نماید.
- ۱۲۷۴ (پیش از میلاد)؛ جنگ کادش و شکست تقریبی رامسس دوم از هیتی‌ها
- ۱۲۶۹ (پیش از میلاد)؛ نوشتن کهنترین پیمان آشتی شناخته‌شده تاریخ میان رامسس دوم فرعون مصر باستان و هت‌توشیلی پادشاه هیتی‌ها
- ۱۲۵۱ (پیش از میلاد)؛ خورشیدگرفتگی ۷ سپتامبر و زایش افسانه‌ای هرکول در تبس (یونان)
- ۱۲۵۰ (پیش از میلاد)؛ وو دینگ امپراتور دودمان شانگ
- دهه ۱۲۳۰ (پیش از میلاد)؛ اژه پادشاه افسانه‌ای آتن -که دریای اژه به نام اوست-نامه‌ای ناراست دریافت داشت که در آن خبر از کشتن پسرش به دست مینوتور می‌داد. او با شنیدن این خبر دست به خودکشی زد.
- ۱۲۲۱ (پیش از میلاد)؛ فرعون مرنپتاه تازش لیبی را شکست داد.
- ۱۲۱۳ (پیش از میلاد)؛ تزئوس پادشاه اسطوره‌ای آتن کنارگذاشته‌شد و منستئوس نوه ارختئوس جایش را گرفت.
- ۱۲۱۲ (پیش از میلاد)؛ مرگ رامسس دوم
- ۱۲۰۰ (پیش از میلاد)؛ آغاز جاگیر شدن کیمری‌ها در استپ‌های جنوبی روسیه، (برپایه حدس و گمان)
- ۱۲۰۰ (پیش از میلاد)؛ مردمان باستانی پوئبلو در آمریکای شمالی
- ۱۲۰۰ (پیش از میلاد)؛ نابودی نیروی هیتی‌ها در آناتولی با ویرانی پایتختشان خاتوشا
- جاگیری قبیله‌های هند و اروپایی در کرانه دریای بالتیک
- بهره‌گیری از آهن در هندوستان

## چهره‌های برجسته
- ۱۲۲۵ (پیش از میلاد)؛ زایش افسانه‌ای هلن
- ۱۲۲۴ (پیش از میلاد)؛ مرگ رامسس دوم
- مرنپتاه فرعون دودمان نوزدهم مصر.
- آمنمسس فرعون دودمان نوزدهم مصر.
- موسی (بر فرض تاریخی بودن) سفر خروج بنی‌اسرائیل را رهبری کرد.
- پان‌گینگ در چین